# Ristella travancorica
Espèce
Synonymes
- Ateuchosaurus travancoricus Beddome, 1870

Statut de conservation UICN

 DD  : Données insuffisantes
Ristella travancorica est une espèce de sauriens de la famille des Scincidae.

## Répartition
Cette espèce est endémique des Ghâts occidentaux en Inde.

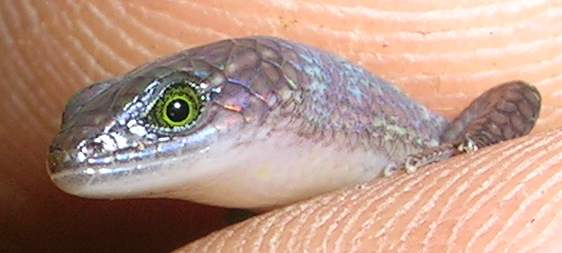

## Publication originale
- Beddome, 1870 : Descriptions of some new lizards from the Madras Presidency. The Madras monthly journal of medical science, vol. 1, p. 30-35.